# Futon
Futon (jap. 布団) – tradycyjne japońskie posłanie. 

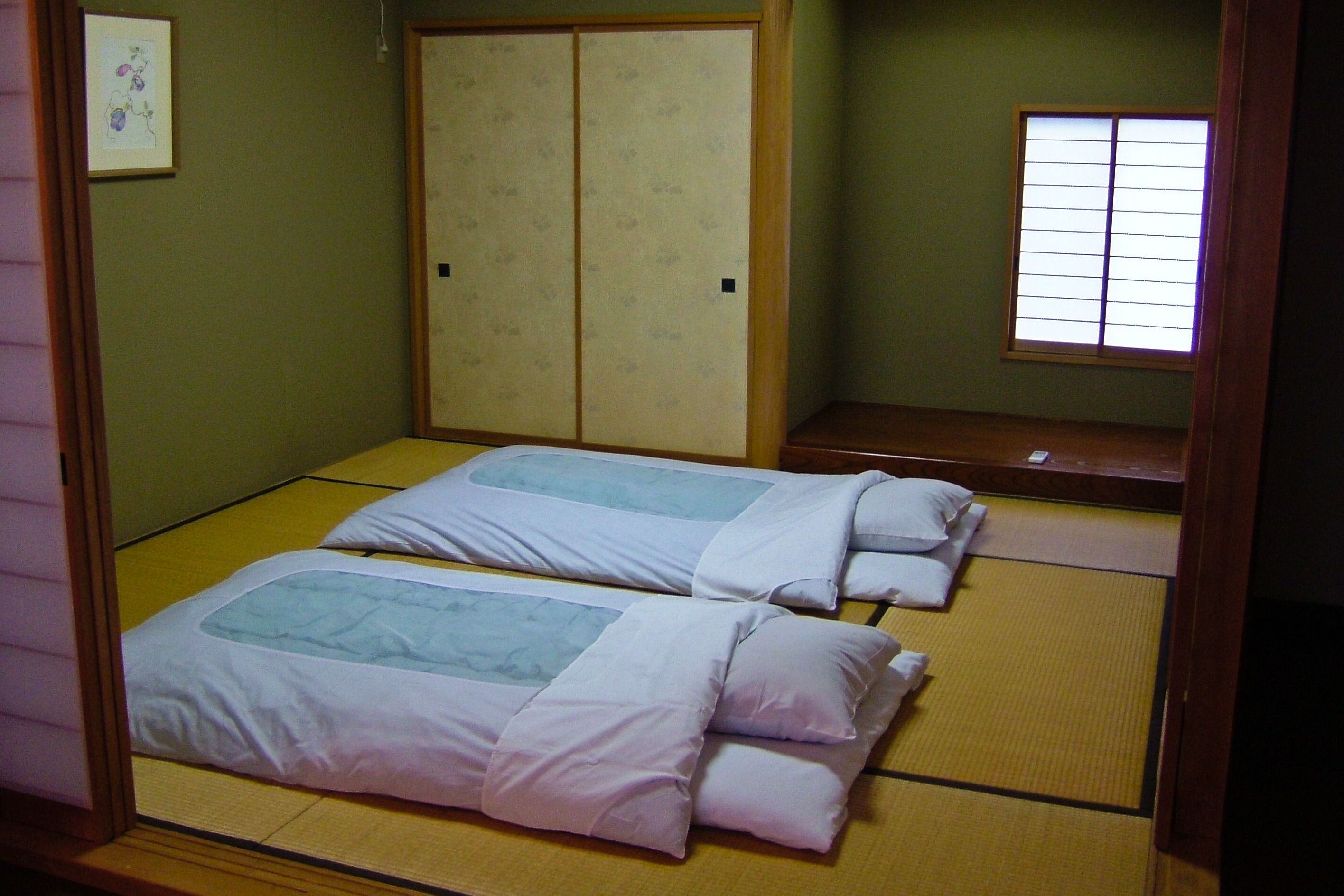
Futony na tatami

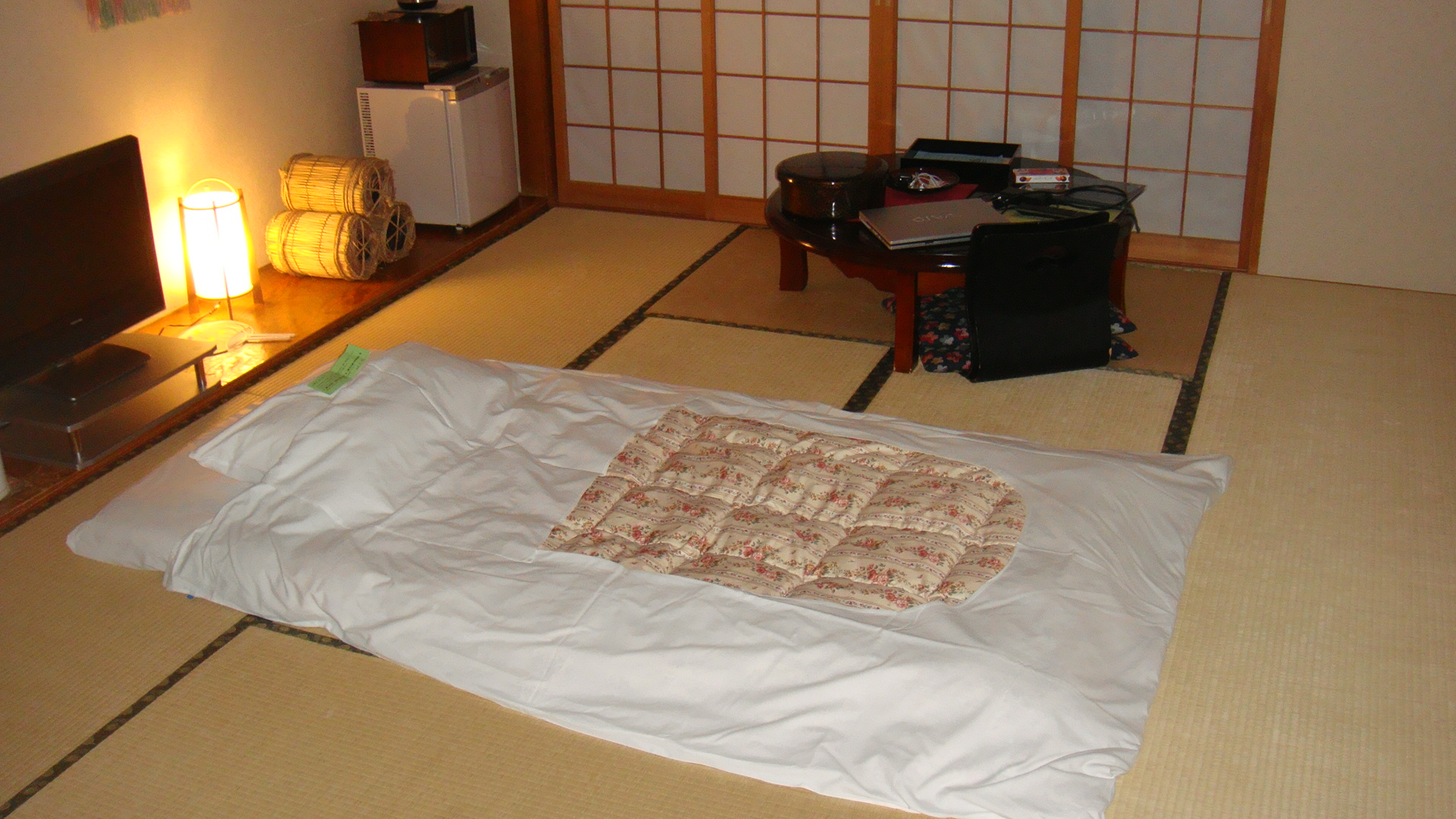
Futon w ryokanie

Składa się z materaca (敷き布団 shiki-buton) i kołdry (掛け布団 kake-buton). Niekiedy materac owinięty jest pokrowcem. Tradycyjny futon wypełniony jest naturalnym wypełnieniem, np. bawełną lub włóknami kokosowymi. W zależności od rodzaju wypełnienia uzyskuje się pożądaną twardość futonu.
Futony po wyjęciu na noc z szafy ściennej (押入れ oshiire) układa się na tatami. Po ich zwinięciu i włożeniu do szafy rano zyskuje się na dzień wolną przestrzeń w pomieszczeniu, którą można wykorzystać do innych celów. Futon może być także materacem na stelażu, wtedy w ciągu dnia używany jest jako sofa. 